# Élections sénatoriales de 2004 en Savoie
Les élections sénatoriales en Savoie ont eu lieu le dimanche 26 septembre 2004. Elles ont eu pour but d'élire les sénateurs représentant le département au Sénat pour un mandat de dix années.

## Contexte départemental
Lors des élections sénatoriales du 24 septembre 1995 en Savoie, deux sénateurs ont été élus, un PS et un RPR.
Michel Barnier (sénateur RPR) démissionne en 1999. Son suppléant, Jean-Pierre Vial (RPR) le remplace.
Depuis, tous les effectifs du collège électoral des grands électeurs ont été renouvelés, avec les élections législatives françaises de 2002, les élections régionales françaises de 2004, les élections cantonales de 2001 et 2004 et les élections municipales françaises de 2001.

## Sénateurs sortants
| Sénateur | Sénateur         | Parti | Fonctions lors de l'élection en 1995        |
| -------- | ---------------- | ----- | ------------------------------------------- |
|          | Roger Rinchet    | PS    | Conseiller général, maire de Montmélian     |
|          | Jean-Pierre Vial | UMP   | Conseiller général, maire du Bourget-du-Lac |

## Présentation des candidats et des suppléants
Les nouveaux représentants sont élus pour une législature de 10 ans au suffrage universel indirect par les 1076 grands électeurs du département. En Savoie, les sénateurs sont élus au scrutin majoritaire à deux tours. Leur nombre reste inchangé, 2 sénateurs sont à élire. Ils sont 13 candidats dans le département, chacun avec un suppléant.
| T/S | Candidats | Candidats                     | Parti | Principale fonction                                       |
| --- | --------- | ----------------------------- | ----- | --------------------------------------------------------- |
| T   |           | Alain Bouvier                 | PCF   |                                                           |
| S   |           |                               | PCF   |                                                           |
| T   |           | Myriam Combet                 | PCF   |                                                           |
| S   |           |                               | PCF   |                                                           |
| T   |           | Nicole Guilhaudin             | Verts |                                                           |
| S   |           |                               | Verts |                                                           |
| T   |           | Jean-Noël Parpillon           | PS    |                                                           |
| S   |           |                               | PS    |                                                           |
| T   |           | Thierry Repentin              | PS    | Conseiller général, président de la CA Chambéry Métropole |
| S   |           | André Vairetto                | PS    | Conseiller régional, conseiller général                   |
| T   |           | Claude Vallier                | PS    |                                                           |
| S   |           |                               | PS    |                                                           |
| T   |           | Jean-Pierre Burdin            | DVG   |                                                           |
| S   |           |                               | DVG   |                                                           |
| T   |           | Jean Blanc                    | LS    |                                                           |
| S   |           |                               | LS    |                                                           |
| T   |           | Claude Giroud                 | UMP   |                                                           |
| S   |           |                               | UMP   |                                                           |
| T   |           | Jean-Pierre Vial              | UMP   | Sénateur sortant, président du conseil général            |
| S   |           |                               | UMP   |                                                           |
| T   |           | Jean-Marie Richard Chevallier | FN    |                                                           |
| S   |           |                               | FN    |                                                           |
| T   |           | Jean-Pierre Bouteille         | MNR   |                                                           |
| S   |           |                               | MNR   |                                                           |

## Résultats
| Candidat et parti politique | Candidat et parti politique   | Candidat et parti politique | Premier tour | Premier tour | Second tour | Second tour |
| Candidat et parti politique | Candidat et parti politique   | Candidat et parti politique | Voix         | %            | Voix        | %           |
| --------------------------- | ----------------------------- | --------------------------- | ------------ | ------------ | ----------- | ----------- |
|                             | Jean-Pierre Vial              | UMP                         | 545          | 51,51        |             |             |
|                             | Claude Giroud                 | UMP                         | 475          | 44,90        | 466         | 45,64       |
|                             | Thierry Repentin              | PS                          | 315          | 29,77        | 539         | 52,79       |
|                             | Claude Vallier                | PS                          | 199          | 18,81        | Retrait     | Retrait     |
|                             | Jean-Noël Parpillon           | PS                          | 152          | 14,37        | Retrait     | Retrait     |
|                             | Jean-Pierre Burdin            | DVG                         | 77           | 7,28         | Retrait     | Retrait     |
|                             | Myriam Combet                 | PCF                         | 67           | 6,33         | Retrait     | Retrait     |
|                             | Alain Bouvier                 | PCF                         | 63           | 5,95         | Retrait     | Retrait     |
|                             | Nicole Guilhaudin             | Verts                       | 60           | 5,67         | Retrait     | Retrait     |
|                             | Jean Blanc                    | LS                          | 11           | 1,04         | Retrait     | Retrait     |
|                             | Jean-Marie Richard Chevallier | FN                          | 10           | 0,95         | 10          | 0,98        |
|                             | Jean-Pierre Bouteille         | MNR                         | 1            | 0,09         | Retrait     | Retrait     |
|                             |                               |                             |              |              |             |             |
| Inscrits                    | Inscrits                      | Inscrits                    | 1 076        | 100,00       | 1 076       | 100,00      |
| Abstentions                 | Abstentions                   | Abstentions                 | 5            | 0,46         | 3           | 0,28        |
| Votants                     | Votants                       | Votants                     | 1 071        | 99,54        | 1 073       | 99,72       |
| Blancs et nuls              | Blancs et nuls                | Blancs et nuls              | 13           | 1,21         | 52          | 4,85        |
| Exprimés                    | Exprimés                      | Exprimés                    | 1 058        | 98,79        | 1 021       | 95,15       |